# اچ‌ام‌اس گلتیا۷۴ (۱۸۸۷)
اچ‌ام‌اس گلتیا۷۴ (۱۸۸۷) (به انگلیسی: HMS Galatea (1887)) یک کشتی بود که طول آن ۳۰۰ فوت (۹۱ متر) بود. این کشتی در سال ۱۸۸۷ ساخته شد.